# Reinhard Houben

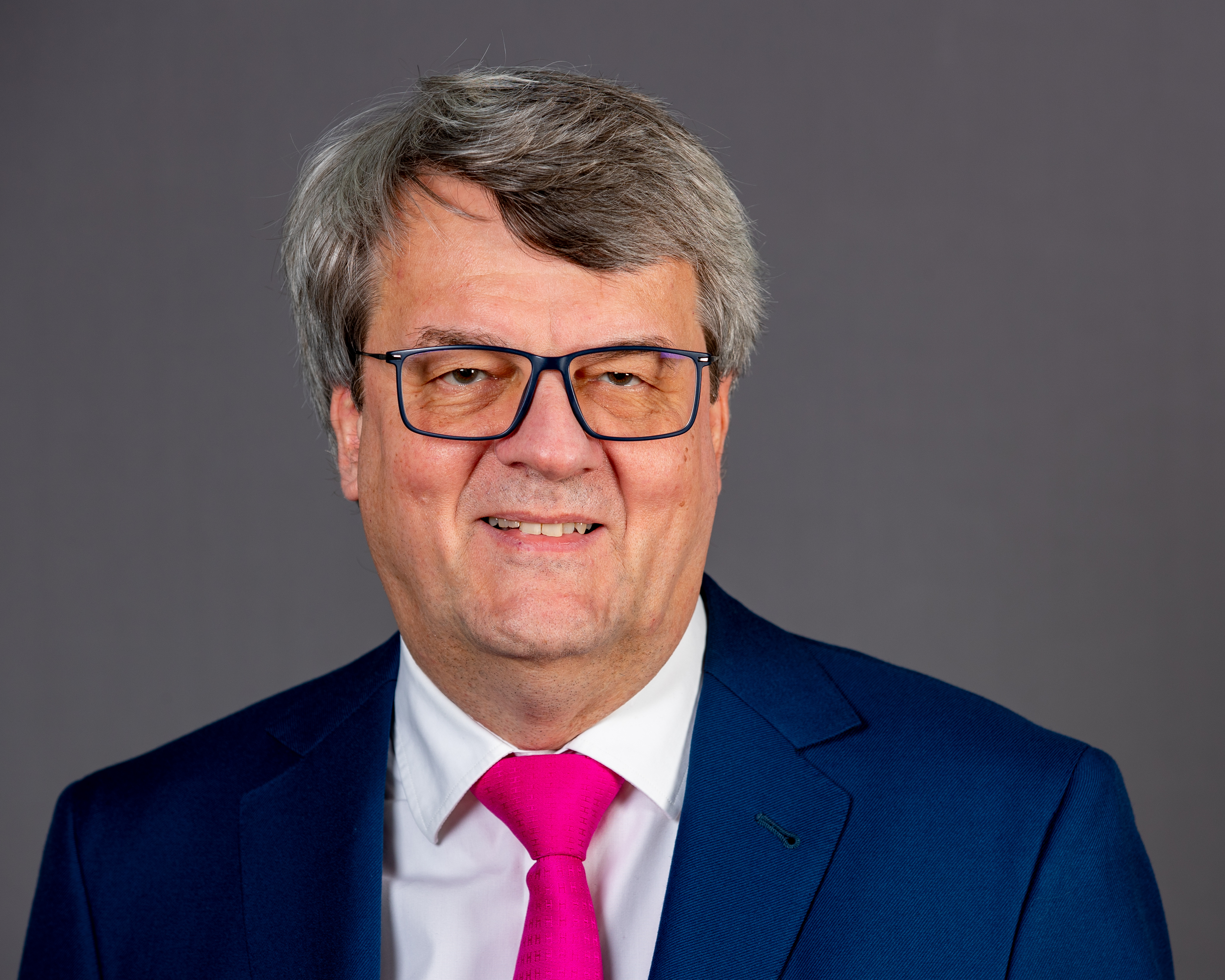
Reinhard Houben im Februar 2020

Reinhard Arnold Houben (* 29. April 1960 in Bensberg)  ist ein deutscher Politiker (FDP) und Unternehmer. Er war von 2017 bis 2025 Mitglied des Deutschen Bundestages und wirtschaftspolitischer Sprecher der Fraktion der Freien Demokraten.

## Ausbildung und Beruf
Reinhard Houben hat 1983 ein Studium der Betriebswirtschaftslehre in Siegen als Diplom-Kaufmann abgeschlossen. Seit 1984 ist er geschäftsführender Gesellschafter der Arnold Houben GmbH, einem mittelständischen Handelsunternehmen für Leuchtstoffe in Köln-Rodenkirchen.
Houben ist verheiratet und hat zwei erwachsene Söhne. Die Familie lebt in Köln-Riehl.

## Partei
Seit 1983 ist Reinhard Houben Mitglied der FDP. Im Laufe seiner politischen Arbeit übernahm er verschiedene Ämter bei den Jungen Liberalen, der FDP und in der Vereinigung Liberaler Kommunalpolitiker. Von 2000 bis 2011 war er Vorsitzender des FDP-Kreisverbandes Köln, seit 2012 ist er Vorsitzender des FDP-Bezirksverbandes Köln. Seit 2004 ist er Mitglied des Landesvorstands der FDP Nordrhein-Westfalen.
Er war von 1989 bis 1994 und von 2009 bis 2017 Mitglied im Rat der Stadt Köln. Von 1989 bis 1994 war er Vorsitzender des Rechnungsprüfungsausschusses. Von 2009 bis 2015 war er wirtschaftspolitischer Sprecher der FDP-Ratsfraktion und Vorsitzender des Wirtschaftsausschusses. Von 2014 bis 2017 war er verkehrspolitischer Sprecher der FDP-Ratsfraktion.

## Abgeordneter
Bei der Bundestagswahl 2017 wurde Houben zum Mitglied des 19. Deutscher Bundestag gewählt. Er kandidierte im Bundestagswahlkreis Köln I (Stadtbezirke Porz und Kalk und vom Stadtbezirk Innenstadt die Stadtteile Deutz, Altstadt/Nord sowie Neustadt/Nord). Er ist über die FDP-Landesliste (Platz 8) in den 19. Bundestag eingezogen. Seit Januar 2018 ist er Mitglied im Ausschuss für Wirtschaft und Energie sowie wirtschaftspolitischer Sprecher der FDP-Bundestagsfraktion. Außerdem ist er Mitglied des Beirates der Bundesnetzagentur und saß von 2014 bis 2018 im Aufsichtsrat der Koelnmesse.
Reinhard Houben galt als scharfer Kritiker der Politik von Wirtschaftsminister Peter Altmaier. So wandte sich Houben gegen eine Verschärfung der Vorschriften für ausländische Investitionen in deutsche Unternehmen und gegen Altmaiers Ministererlaubnis für die Fusion von Zollern und Miba. Den von Volkswagen geplanten Verkauf des Gasturbinen-Geschäfts der MAN Energy Solutions an eine Konzerntochter der China Shipbuilding Industry Corporation lehnte er ab.
In der Post- und Telekommunikationspolitik kritisierte Houben 2019 die Auktion der 5G-Frequenzen und brachte einen Antrag in den Bundestag ein, nachdem die Zustellpflicht der Deutschen Post an Montagen entfallen sollte.
Bei der Bundestagswahl 2021 wurde Houben erneut über die Landesliste in den Bundestag gewählt.
Bei der Bundestagswahl 2025 trat Houben nicht erneut an.

## Mitgliedschaften
Reinhard Houben ist Mitglied in der Lobbyorganisation Die Familienunternehmer, in der Historischen Gesellschaft Köln und im Verein Freunde und Förderer des Kölnischen Stadtmuseums.